# Angitia seminigra
Angitia seminigra là một loài bướm đêm trong họ Noctuidae.